# Marianne Hofstee-van Hoorn
Marianne Hofstee-van Hoorn (Eenrum) was een Nederlandse burgemeester en bestuurder.

## Leven en werk
Marianne van Hoorn werd geboren in het Groningse Eenrum, maar verhuisde al in haar jeugd naar Oosterbeek op de Veluwe. Zij trouwde met de Groningse hoogleraar psychologie Willem Hofstee en vestigde zich in het Drentse dorp Yde. Politiek was zij actief voor de PvdA. Ze werd in de gemeente Vries raadslid en wethouder. Na 20 jaar binnen deze gemeente werkzaam te zijn geweest werd zij in 1995 benoemd tot waarnemend burgemeester van Gasselte. Op het moment van haar benoeming waren de voorbereidingen voor de gemeentelijke herindeling in Drenthe al in volle gang. Gasselte zou opgaan in de nieuwe gemeente Aa en Hunze en zij was de laatste burgemeester van de gemeente Gasselte. Op 1 januari 1998 was de nieuwe gemeente een feit. In het najaar van 1997 werd Hofstee-van Hoorn benoemd tot voorzitter van het Nationaal Park Dwingelderveld. Deze functie zou zij tot 2008 vervullen.